# Hydraena okinawensis
Hydraena okinawensis är en skalbaggsart som beskrevs av Manfred A. Jäch och Díaz 1999. Hydraena okinawensis ingår i släktet Hydraena och familjen vattenbrynsbaggar. Inga underarter finns listade i Catalogue of Life.